# Nova geração de líderes africanos
O termo "nova geração" de líderes africanos (em inglês:  new generation ou new breed of African leaders) foi um buzzword amplamente usado em meados da década de 1990 para expressar otimismo em relação aos novos líderes da África. Desde então, caiu em desgraça, juntamente com vários dos líderes para os quais o termo era usado.
Nas décadas de 1980 e 1990, vários países da África Subsaariana realizavam eleições multipartidárias. A Guerra Fria, as guerras por procuração dos Estados Unidos e da União Soviética, bem como o apartheid na África do Sul, chegaram ao fim. Uma nova geração de líderes africanos foi ungida, prometendo transformar seu continente. Este conceito foi frequentemente definido em contraste com os governos autocráticos dos chamados "big men" da política africana durante as primeiras duas décadas após a independência.
Quando o presidente dos Estados Unidos, Bill Clinton, fez sua jornada pela África em março de 1998, ajudou a popularizar o termo ao dizer que depositava esperança em uma "nova geração de líderes africanos" dedicados à democracia e às reformas econômicas. Embora Clinton não tenha identificado os líderes africanos pelo nome, geralmente presume-se que se referia a, entre outros, Yoweri Museveni de Uganda, Paul Kagame de Ruanda, Meles Zenawi da Etiópia e Isaias Afewerki da Eritreia.
Com a eclosão da Segunda Guerra do Congo e da Guerra Eritreia-Etíope, na qual muitos da 'nova geração de líderes africanos' lutaram entre si, o otimismo foi perdido. Além disso, muitos desses líderes não conseguiram promover a democracia, a paz e o desenvolvimento e tinham tendência a se agarrar ao poder.
Em 2010, o economista ganense George Ayittey caracterizou a "nova e raivosa geração de jovens graduados e profissionais africanos" como a "Geração Cheetah" que poderia olhar para os problemas da África a partir de uma nova perspectiva, além das políticas governamentais fracassadas da "Geração Hipopótamo" de líderes que ainda tinham uma "mentalidade dos anos 1960". Nisso, Ayittey viu pouca diferença entre a "nova geração de líderes africanos" e seus predecessores datados da década de 1960. 